# Crotalus lepidus
La cascabel gris (Crotalus lepidus) es una especie de serpiente venenosa que pertenece a la subfamilia de las víboras de foseta. Mide hasta 80cm. Se distribuye del suroeste de los Estados Unidos l centro norte de México. Vive en matorrales áridos y bosques templados. Se encuentra como Sujeta a Protección Especial (Pr) por la NOM-059-SEMARNAT-2010. Se reconocen cuatro subespecies, incluyendo la subespecie nominal descrita aquí.
Otros nombres comunes para esta especie: cascabel de las rocas, víbora de cascabel gris, víbora-cascabel variable.[cita requerida]

## Distribución y hábitat
Su área de distribución incluye el suroeste de Estados Unidos  (el sureste de Arizona, sur de Nuevo México, suroeste de Texas) y el centronorte de México (este de Sonora, Chihuahua, Durango, Sinaloa oriental, Zacatecas, este Nayarit, norte de Jalisco, Aguascalientes, oeste de San Luis Potosí, oeste de Nuevo León,  Guanajuato ,Coahuila y sudoeste de Tamaulipas). La localidad tipo es «Presidio del Norte and Eagle Pass» (Texas, EE. UU.). H.M. Smith and Taylor (1950) corrigió  la localidad tipo a «Presidio (del Norte), Presidio County, Texas». Su rango altitudinal se extiende de 300 a 2930 m s. n. m..
Su hábitat natural se compone principalmente de zonas montañosas rocosas, incluyendo yacimientos de piedra caliza, arroyos rocosos, taludes rocosos, barrancos, a menudo en zonas áridas o semiáridas, cubiertas con una vegetación de pino y roble, enebro, o agave. En México habita también en pastizales de mezquite, bosque boreal tropical mixto, y bosque tropical caducifolio.

## Nombres comunes
Sus nombres comunes incluyen cascabel de las rocas, víbora de cascabel gris, víbora-cascabel variable, cascabel azul, cascabel verde, pequeña cascabel verde, cascabel rosa, cascabel blanca. 
En inglés se conoce como blue rattlesnake, eastern rock rattlesnake, green rattlesnake, little green rattlesnake, pink rattlesnake, rock rattlesnake, Texas rock rattlesnake, y white rattlesnake.

## Descripción

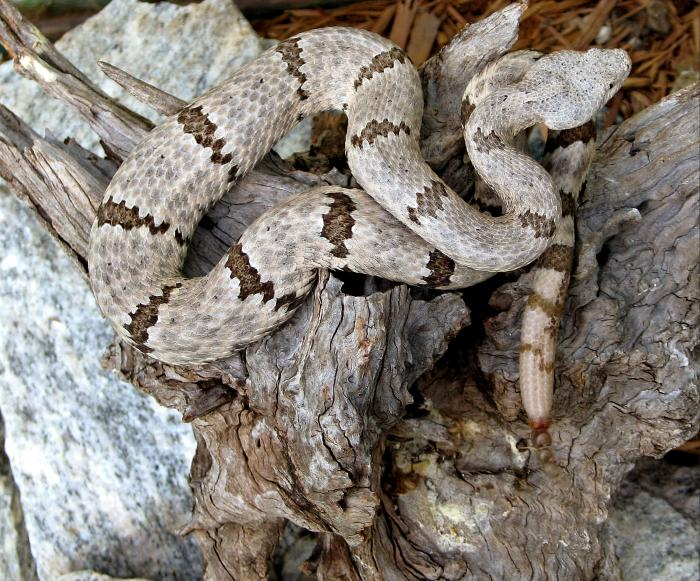
C. lepidus lepidus

Es una serpiente relativamente pequeña que raramente supera los 81 cm de longitud. Tiene una cabeza grande y redondeada, y sus ojos tienen pupilas verticales. Su cuerpo es bastante robusto para su tamaño. Al igual que otras serpientes de cascabel, su cola tiene un cascabel compuesto de queratina. Cada vez que la serpiente muda la piel, se añade un nuevo segmento al cascabel. Sin embargo, la edad de la serpiente no puede determinarse por el número de segmentos o la longitud del cascabel, dado que la frecuencia de la muda puede variar, y por la fragilidad del cascabel que puede romperse.

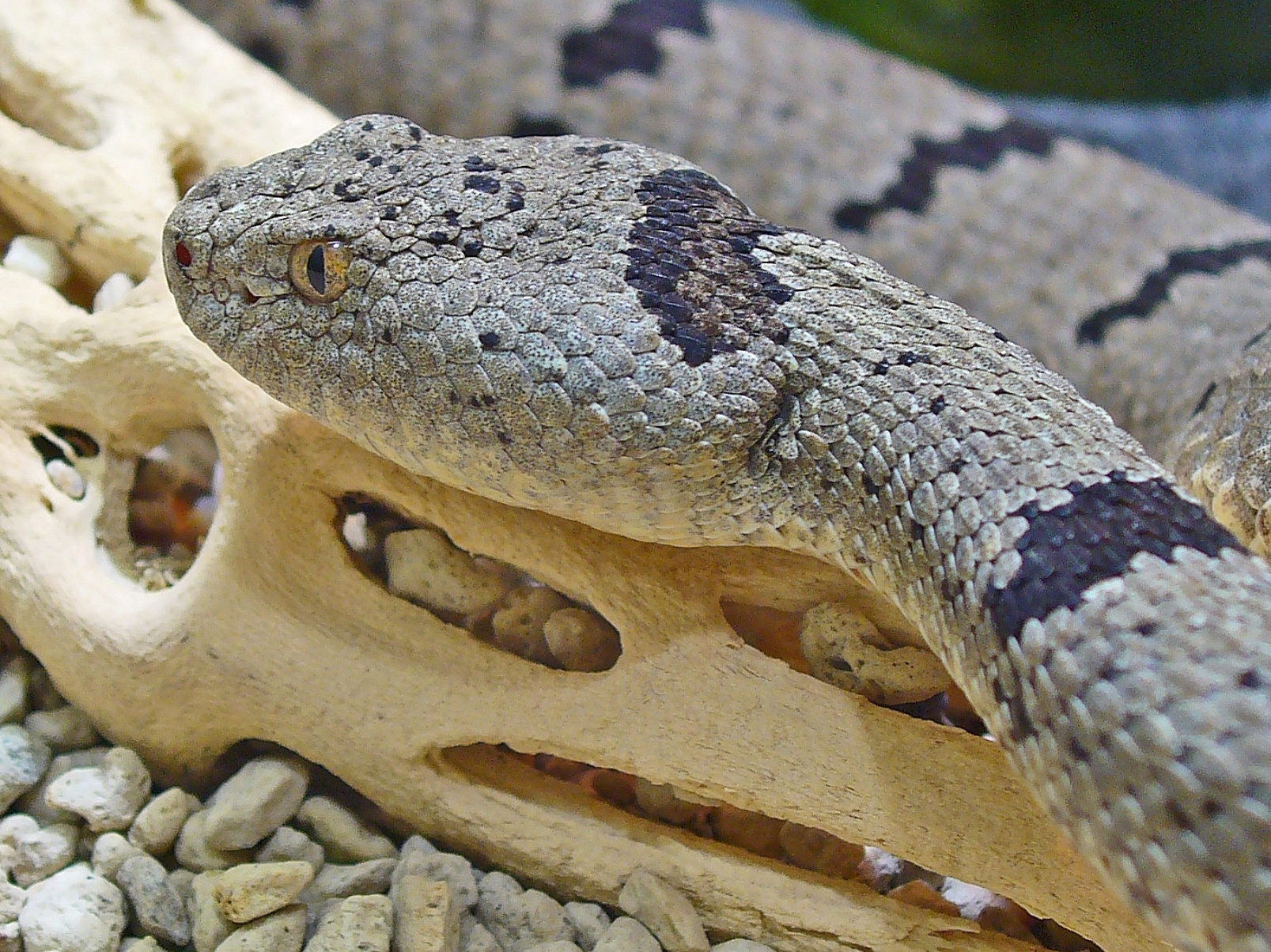
C. lepidus klauberi

La coloración de la piel es muy variable, pero en general refleja el color de la roca predominante en el ambiente natural de la serpiente. Las serpientes que habitan zonas de piedra caliza tienden a tener un color gris claro, con bandas de gris oscuro. Las serpientes que se encuentran en altitudes mayores suelen tener colores más oscuros. Los ejemplares de la cascabel moteada de las rocas (C. l. Lépido) de la región de las Montañas Davis a menudo exhiben una coloración rosada, con motas de color gris oscuro en vez de bandas distintivas. C. l. Klauberi se distingue por bandas bien definidas, a menudo con pocas motas o manchas.

## Comportamiento
Es una especie principalmente nocturna y terrestre, que sube ocasionalmente en la vegetación baja. Pasa la mayor parte de su vida en yacimientos rocosos y en laderas de pedreros. Cortes de caminos artificiales son a menudo un lugar preferido. En zonas boscosos suele ocupar áreas abiertas y asoleadas. 
Por lo general esta especie no es agresiva. Suele confiar en su camuflaje, y a menudo, no ataca, ni siquiera sacude la cola, a menos que sea físicamente molestada.

### Alimentación
Se alimenta principalmente de pequeños mamíferos, lagartos, y ocasionalmente de ranas. Por lo general es más activa en condiciones frías que otras especies de serpientes de cascabel.

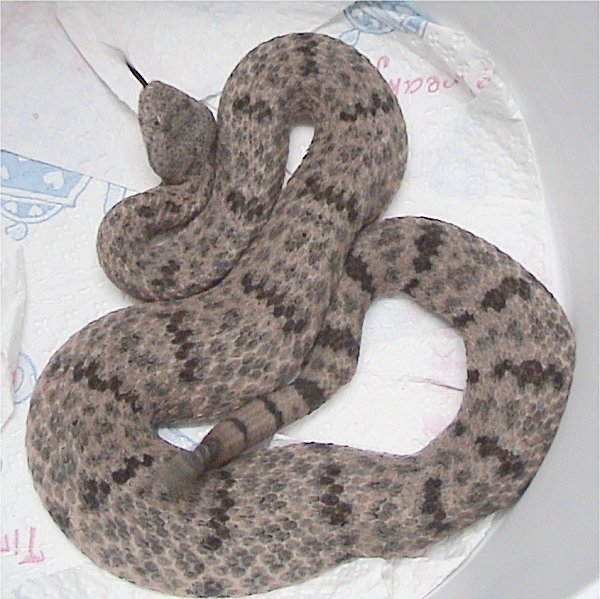
C. l. lepidus

### Reproducción
Es una serpiente ovovivípara. Se reproduce una vez al año durante la primavera, y después de un periodo de gestación de unos cuatro meses la hembra da a luz a seis hasta ocho crías. Por lo general las crías se parecen a pequeñas versiones de sus padres. Necesitan tres años o más para alcanzar la edad reproductiva.

## Veneno
Su veneno es principalmente hemotóxico, aunque también tiene efectos neurotóxicos significativos. Una mordedura puede resultar en un dolor intenso alrededor de la herida, una rápida progresión del dolor, hinchazón y decoloración de la extremidad afectada, ampollas, malestar general, náuseas, mareos, y ocasionalmente problemas cardíacos y respiratorios. Existen registros de envenenamientos fatales. Para tratar los envenenamientos graves, se utiliza a menudo el suero antiofídico polivalente CroFab.[cita requerida]

## Subespecies
| Subespecies     | Autor taxonómico                | Nombre común                                                        | Distribución                                                   |
| --------------- | ------------------------------- | ------------------------------------------------------------------- | -------------------------------------------------------------- |
| C. l. klauberi  | Gloyd, 1936                     | Cascabel bandeada de las rocas (en inglés: Banded rock rattlesnake) | EE. UU. (Arizona, Nuevo México, Tejas). México (hasta Jalisco) |
| C. l. lepidus   | Kennicott, 1861                 | Cascabel moteada de las rocas (en inglés: Mottled rock rattlesnake) | EE. UU. (Nuevo México, Tejas). México (Chihuahua)              |
| C. l. maculosus | W. Tanner, Dixon & Harris, 1972 | En inglés: Durango Rock rattlesnake                                 | México (Durango, Sinaloa, Nayarit, Jalisco)                    |

## Conservación
La Unión Internacional para la Conservación de la Naturaleza (UICN) clasificó a C. lepidus como una "especie bajo preocupación menor" en vista de su amplia distribución, su población grande, y la lenta tasa de disminución poblacional. La tendencia poblacional era estable cuando fue evaluada en 2012.
Sin embargo, en Nuevo México (Estados Unidos) es catalogada como una especie amenazada, aunque no está protegida en Tejas. Una gran parte de su hábitat es inaccesible, y no está amenazado por el desarrollo humano, aunque su área de distribución se vuelve cada vez más fragmentada.

## Lectura adicional
- Kennicott, R. 1861. On three new forms of Rattlesnakes. Proc. Acad. Nat. Sci. Philadelphia 13: 205-208. (Caudisona lepida, p. 206.)